# Ủy ban cách mạng Quốc dân đảng Trung Quốc

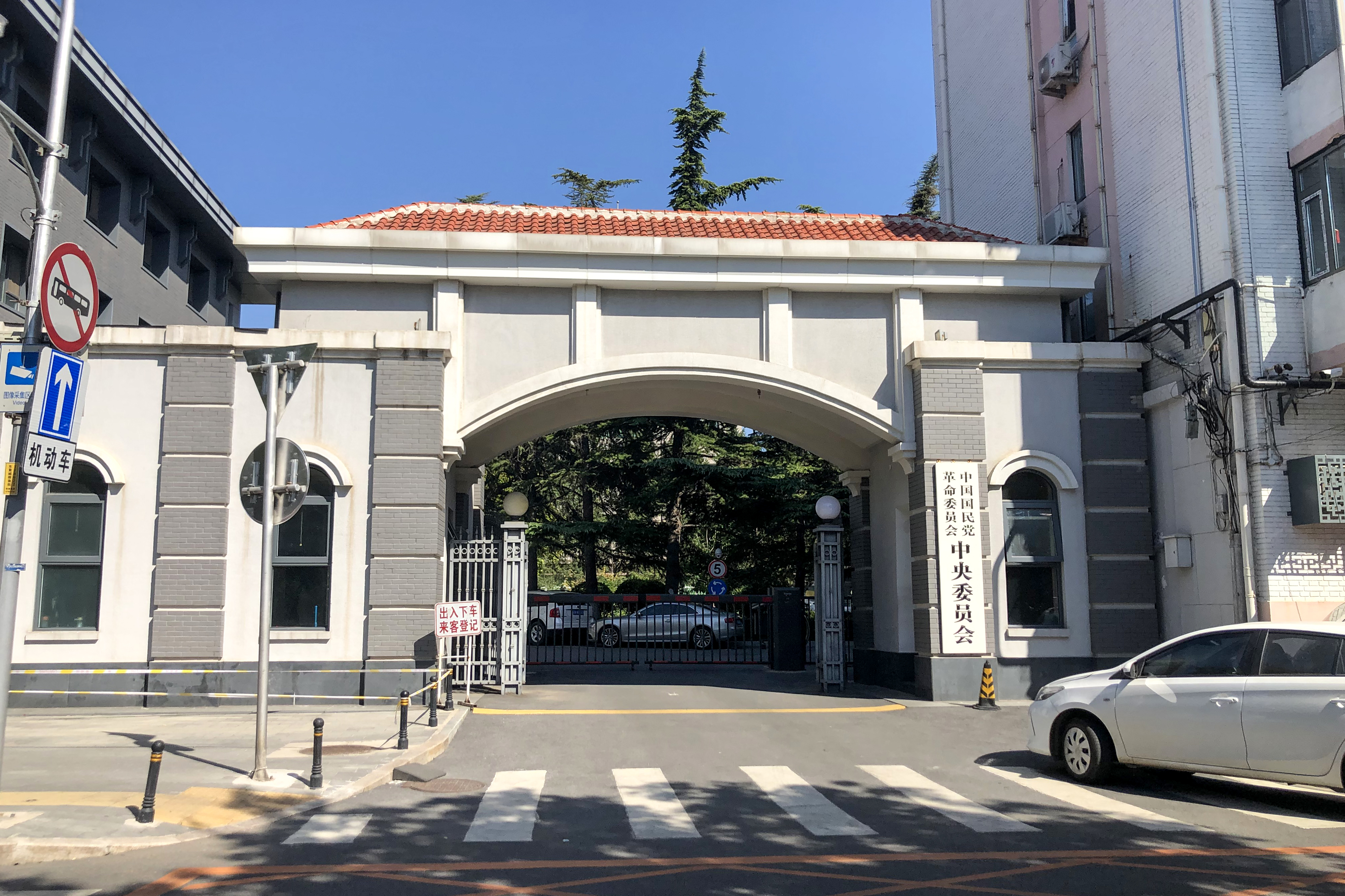
Ủy ban trung ương Dân Cách

Ủy ban cách mạng Quốc dân đảng Trung Quốc (tiếng Trung: 中国国民党革命委员会, tức Trung Quốc Quốc dân đảng cách mạng uỷ viên hội) gọi tắt là Dân Cách là một trong những đảng phái dân chủ của Cộng hoà nhân dân Trung Hoa. Chủ yếu được thành lập bởi phái tả của Quốc dân đảng Trung Quốc trong thời kỳ Nội chiến Quốc - Cộng, hiện nay không có quan hệ với Quốc dân đảng Trung Quốc tại Đài Loan (không nhầm với Trung Quốc Quốc dân đảng cách mạng uỷ viên hội được thành lập trong khởi nghĩa Nam Xương 1927).
Ủy ban cách mạng Quốc dân đảng Trung Quốc được thành lập vào ngày 1 tháng 1 năm 1948, người sáng lập là Lý Tề Thâm, Tống Khánh Linh, Hà Hương Ngưng, Đàm Bình Sơn, sau đó có thêm nhiều đảng viên Quốc dân đảng bỏ đảng gia nhập. Đến năm 2007 đã có khoảng 82000 đảng viên, trong đó đại bộ phận là con cái hoặc thân thuộc của các cựu đảng viên Quốc dân đảng tại Đại lục như cựu Chủ tịch trung ương Dân Cách Lý Bái Dao có cha là Lý Tề Thâm, cựu Chủ tịch trung ương Dân Cách Hà Lỗ Lệ có cha là cựu thị trưởng Bắc Kinh Hà Tư Nguyên.

## Lịch sử
Sau khi Chiến tranh thế giới thứ hai kết thúc, quan hệ giữa Quốc dân đảng và Đảng cộng sản Trung Quốc hết sức căng thẳng, dẫn đến nội chiến. Từ năm 1945 đến 1946, các thành viên cốt cán trong phái tả của Quốc dân đảng đã lần lượt thành lập Tam dân chủ nghĩa đồng chí liên hợp hội (gọi tắt là Dân Liên) và Trung Quốc Quốc dân đảng dân chủ xúc tiến hội (gọi tắt là Dân Xúc) tại Trùng Khánh và Quảng Châu. Các đảng viên phái tả của Quốc dân đảng lần lượt thoát ly khỏi đảng. Tháng 11 năm 1947, Hội nghị đại biểu liên hiệp lần thứ nhất của phái tả trong Quốc dân đảng Trung Quốc được tổ chức tại Hương Cảng, ngày 1 tháng 1 năm 1948 Hội nghị tuyên bố chính thức thành lập Uỷ ban cách mạng Quốc dân đảng Trung Quốc, vợ goá của nhà sáng lập Quốc dân đảng Tôn Trung Sơn là Tống Khánh Linh được bầu làm chủ tịch danh dự, Lý Tề Thâm được bầu làm chủ tịch, Hà Hương Ngưng và Phùng Ngọc Tường được bầu vào ban lãnh đạo trung ương.
Năm 1949, các đại biểu Dân Cách là Lý Tề Thâm, Hà Hương Ngưng và Liễu Á Tử theo lời mời của Đảng cộng sản Trung Quốc tham gia Hội nghị toàn thể khoá 1 của Hội nghị Hiệp thương Chính trị Nhân dân Trung Quốc, tham gia soạn thảo Cộng đồng cương lĩnh và bầu cử Chính phủ nhân dân trung ương của nước Cộng hoà nhân dân Trung Hoa. Tống Khánh Linh, Lý Tề Thâm được bầu làm phó Chủ tịch Chính phủ nhân dân trung ương, Trình Tiềm được bầu làm phó Chủ tịch Uỷ ban quân sự cách mạng nhân dân, Đàm Bình Sơn, Chu Học Phạm, Phó Tác Nghĩa, Lý Đức Toàn, Hà Hương Ngưng được bầu làm bộ trưởng và chủ nhiệm của Chính phủ nhân dân trung ương. Tháng 11 năm 1949, Hội nghị đại biểu toàn quốc lần thứ hai của phái tả trong Quốc dân đảng Trung Quốc được tổ chức tại Bắc Kinh, quyết định thống nhất Dân Cách, Dân Liên, Dân Xúc cùng các lực lượng phái tả khác của Quốc dân đảng thành một tổ chức duy nhất là Uỷ ban cách mạng Quốc dân đảng Trung Quốc (Dân Liên và Dân Xúc đồng thời tuyên bố giải tán). 
Hiện nay Dân Cách có quan hệ với nhân sĩ và trí thức trung cao cấp của Đài Loan. Trừ Tây Tạng, Dân Cách có tổ chức tại 30 tỉnh, khu tự trị và thành phố trực thuộc trung ương tại Trung Quốc đại lục.

## Cơ cấu trung ương
Cơ quan trung ương Dân Cách được chia làm: Trụ sở chính (công sảnh), nhà nghiên cứu, bộ Tổ chức, bộ Tuyên truyền, bộ Liên lạc, bộ Kiến thiết kinh tế và phát triển xã hội. Cơ quan ngôn luận chính thức của trung ương Dân Cách là báo Đoàn Kết, ngoài ra còn có tập san nội bộ là tạp chí Đoàn Kết và Nhà xuất bản Đoàn kết.

## Vai trò
Đối với Đảng cộng sản Trung Quốc, Uỷ ban cách mạng Quốc dân đảng Trung Quốc là Một đảng tham chính, góp sức cùng Đảng cộng sản xây dựng chủ nghĩa xã hội mang màu sắc Trung Quốc.
Vai trò này giống như Mặt Trận Tổ Quốc của Việt Nam.

## Chủ tịch và chủ tịch danh dự

### Chủ tịch
- Lý Tề Thâm (tháng 1 năm 1948 đến tháng 10 năm 1959)
- Hà Hương Ngưng (tháng 8 năm 1960 đến tháng 9 năm 1972)
- Chu Uẩn Sơn (tháng 10 năm 1979 đến tháng 4 năm 1981)
- Vương Côn Luân (tháng 9 năm 1981 đến tháng 8 năm 1985)
- Khuất Vũ (tháng 9 năm 1985 đến tháng 1 năm 1988)
- Chu Học Phạm (tháng 1 năm 1988 đến tháng 12 năm 1992)
- Lý Bái Dao (tháng 12 năm 1982 đến tháng 2 năm 1996)
- Hà Lỗ Lệ (tháng 11 năm 1996 đến tháng 12 năm 2007)
- Chu Thiết Nông (từ tháng 12 năm 2007 đến nay)

### Chủ tịch danh dự
- Tống Khánh Linh (tháng 1 năm 1948 đến tháng 11 năm 1949)
- Khuất Vũ (tháng 1 năm 1988 đến tháng 6 năm 1992)
- Chu Học Phạm (tháng 12 năm 1992 đến tháng 1 năm 1996)
- Hầu Cảnh Như (tháng 12 năm 1992 đến tháng 10 năm 1994)
- Tôn Việt Khi (tháng 12 năm 1992 đến tháng 12 năm 1995)